# Antonio García Aranda
Antonio García Aranda, conegut com a Toño (nascut el 7 de novembre de 1989), és un exfutbolista professional espanyol que jugava com a lateral esquerre. El seu darrer club fou la SD Eibar.

## Trajectòria
Nascut a Alcalá de Henares, Madrid, Toño va fer el seu debut en el seu últim any amb l'humil Atlètic Saguntí en les lligues regionals. L'estiu de 2009 es va traslladar al CE Castelló, sent assignat a l'equip filial, també en el cinquè nivell.
El 5 de setembre de 2009 Toño va jugar el seu primer partit com a professional, entrant com a suplent en els últims 14 minuts en una derrota per 2-0 com a visitant contra el RC Recreativo de Huelva per al campionat de la Segona Divisió espanyola La seva primera titularitat va ser el dia 26 del mateix mes, en la derrota per 1-3 a casa contra el Rayo Vallecano. Toño va anar definitivament promogut al planter principal a l'agost de 2010, no obstant això, ara en la Segona Divisió B i amb molts problemes financers va aparèixer en 25 partits durant la la temporada, però el club va caure un altre nivell a causa de problemes financers.
El 9 de juny de 2011 Toño es va traslladar al Vila-real CF, més concretament al seu filial, situat en la Segona Divisió espanyola. Va actuar principalment com a relleu per a Pere Sastre, apareixent en 18 partits amb el Mini-submarí que va baixar de categoria a causa del descens del primer equip a Segona Divisió.
El 15 de gener de 2013 Toño va ser cedit al CE Sabadell FC fins al juny. El febrer, no obstant això, va sofrir una greu lesió de genoll que li va impedir de disputar la resta de la campanya.
El 5 de gener de 2014 es va traslladar al RC Recreativo de Huelva després d'acceptar un contracte de 18 mesos. Va aparèixer regularment com a titular durant el seu curt període, disputant un total de 1.055 minuts d'acció per ajudar a una vuitena posició final.
El 26 d'agost de 2014 Toño va signar un contracte de cinc anys amb el Llevant Unió Esportiva de la Primera Divisió espanyola, per una suma no revelada.
El dia 8 de febrer de 2019, fou detingut a Terol per un presumpte delicte d'extorsió sexual. Fou posat en llibertat sense fiança al mes següent.
El 6 de febrer de 2019 va signar un contracte de quatre anys pel Llevant UE de la Lliga Santander.
La temporada 2019-20 fou la sisena consecutiva de Toño en el Llevant, i durant la qual va continuar sent suplent en l'equip llevantí. Va deixar l'equipi el 30 de juny de 2021.
El 2 d'agost de 2021, Toño va signar contracte per una temporada amb la SD Eibar, acabat de descendir a segona divisió.